# Paul Blake
Paul Blake (Birmingham, 1948) è un attore britannico, noto per aver interpretato il ruolo del cacciatore di taglie alieno Greedo nel film Guerre stellari del 1977.

## Biografia
(Paul Blake (a proposito del fatto di essere conosciuto unicamente per il piccolo ruolo in Star Wars))
Oltre al ruolo in Guerre Stellari, Blake ebbe ruoli minori al cinema in Some of My Best Friends Are... e Il giorno più lungo di Scotland Yard, oltre che varie apparizioni televisive in serie quali Down to Earth e Crossroads.

## Han shot first
Nel 2016 anche Paul Blake volle dire la sua circa la nota diatriba "Han shot first". Nel corso di un'intervista concessa al Daily News, egli dichiarò:
(Paul Blake)
Inoltre Blake aggiunse che secondo lui, se Greedo avesse sparato per primo, questo fatto avrebbe reso il personaggio un vero incapace (in quanto avrebbe mancato Solo da distanza molto ravvicinata).

## Filmografia

### Cinema
- Some of My Best Friends Are..., regia di Mervyn Nelson (1971)
- Il giorno più lungo di Scotland Yard (Hennessy), regia di Don Sharp (1975)
- Guerre stellari (Star Wars), regia di George Lucas (1977)
- La seconda vittoria (The Second Victory), regia di Gerald Thomas (1987)

### Televisione
- Crossroads - serie TV (1964)
- Clayhanger - serie TV, episodio 1x09 (1976)
- The Devil's Crown - serie TV, episodio 1x01 (1978)
- I Borgia (The Borgias) - serie TV, episodio 1x05 (1981)
- Wycliffe  - serie TV, episodio 3x06 (1996)
- Melissa - miniserie TV, episodio 1x03 (1997)
- The Blonde Bombshell - serie TV, episodio 1x02 (1999)
- Down to Earth - serie TV, episodio 2x02 (2001)
- Rosamunde Pilcher - serie TV, episodio 1x90 (2009)